# Heudicourt, Somme

Heudicourt este o comună în departamentul Somme, Franța. În 1 ianuarie 2022 avea o populație de 521 de locuitori.